# Cephalodella megalocephala
Cephalodella megalocephala is een raderdiertjessoort uit de familie Notommatidae. De wetenschappelijke naam van deze soort is voor het eerst geldig gepubliceerd in 1893 door Glascott.